# Judie Aronson
Judie M. Aronson (* 7. Juni 1964 in Los Angeles) ist eine US-amerikanische Schauspielerin.

## Leben
Aronson wuchs in einer kinderreichen Familie zusammen mit vier Schwestern auf. Sie debütierte 1983 in einzelnen Folgen der Fernsehserien The Powers of Matthew Star und Simon & Simon. Aronson studierte bereits nach dem Start ihrer Schauspielkarriere an der University of California Theaterkunst.
Im Actionthriller American Fighter (1985) spielte Aronson an der Seite von Michael Dudikoff eine ihrer größeren Rollen. Von 1987 bis 1988 verkörperte sie in der Fernsehserie Pursuit of Happiness die Rolle der Sara Duncan. In der Komödie Cool Blue (1988) spielte sie an der Seite von Woody Harrelson und Hank Azaria. In der Horrorkomödie The Sleeping Car (1989) übernahm sie eine der Hauptrollen. Sie trat außerdem in einigen Folgen der Fernsehserie Beverly Hills, 90210 auf.

## Filmografie (Auswahl)
- 1984: Freitag der 13. Teil IV – Das letzte Kapitel (Friday the 13th: The Final Chapter)
- 1985: L.I.S.A. – Der helle Wahnsinn (Weird Science)
- 1985: American Fighter (American Ninja)
- 1986: Sledge Hammer! (Fernsehserie, Folge 1.01)
- 1987–1988: Pursuit of Happiness (Fernsehserie, 10 Folgen)
- 1989: Cool Blue
- 1989: After Midnight
- 1990: The Sleeping Car
- 1992: Desert Kickboxer
- 2000: Lisa Picard Is Famous
- 2001: Hannibal
- 2005: Kiss Kiss, Bang Bang
- 2020: Coroner’s Report (Fernsehserie, 1 Folge)
- 2021: 13 Fanboy